# Eudóxia Lopukhina
Eudóxia Lopukhina (Moscou, 9 de agosto de 1669 – Moscou, 7 de setembro de 1731) foi a primeira esposa do czar Pedro I e Czarina Consorte do Czarado da Rússia de 1689 até seu divórcio em 1698. Era filha de Feodor Lopukhin e Ustina Rtishcheva.